# Colubridae
Colubridés
Famille
Les Colubridés, nom scientifique Colubridae, sont une famille de serpents. Elle a été créée et répertoriée par Nicolaus Michael Oppel en 1811.

## Répartition
Les espèces de cette famille se rencontrent sur tous les continents à l'exception de l'Antarctique.

## Taxonomie
La classification des taxons Dipsadinae, Elapinae, Natricinae et Pseudoxenodontinae est controversée. Elles étaient considérées comme sous-familles des Colubridés, avant d'être élevées au rang de familles, puis à nouveau considérées comme sous-familles des Colubridae par une partie des auteurs.

## Liste des genres
Selon The Reptile Database (30 décembre 2015) :
Calamariinae Bonaparte, 1838
- genre Calamaria Boie, 1827
- genre Calamorhabdium Boettger, 1898
- genre Collorhabdium Smedley, 1932
- genre Etheridgeum Wallach, 1988
- genre Macrocalamus Günther, 1864
- genre Pseudorabdion Jan, 1862
- genre Rabdion Duméril, 1853

Colubrinae Oppel, 1811
- genre Aeluroglena Boulenger, 1898
- genre Ahaetulla Link, 1807
- genre Aprosdoketophis Wallach, Lanza & Nistri, 2010
- genre Archelaphe Schulz, Böhme & Tillack, 2011
- genre Argyrogena Werner, 1924
- genre Arizona Kennicott, 1859
- genre Bamanophis Schätti & Trape, 2008
- genre Bogertophis Dowling & Price, 1988
- genre Boiga Fitzinger, 1826
- genre Cemophora Cope, 1860
- genre Chapinophis Campbell & Smith, 1998
- genre Chilomeniscus Cope, 1860
- genre Chionactis Cope, 1860
- genre Chironius Fitzinger, 1826
- genre Chrysopelea Boie, 1827
- genre Coelognathus Fitzinger, 1843
- genre Coluber Linnaeus, 1758
- genre Colubroelaps Orlov, Kharin, Ananjeva, Thien Tao & Quang Truong, 2009
- genre Conopsis Günther, 1858
- genre Coronella Laurenti, 1768
- genre Crotaphopeltis Fitzinger, 1843
- genre Cyclophiops Boulenger, 1888
- genre Dasypeltis Wagler, 1830
- genre Dendrelaphis Boulenger, 1890
- genre Dendrophidion Fitzinger, 1843
- genre Dipsadoboa Günther, 1858
- genre Dispholidus Fitzsimons & Brain, 1958
- genre Dolichophis Gistel, 1868
- genre Drymarchon Fitzinger, 1843
- genre Drymobius Fitzinger, 1843
- genre Drymoluber Amaral, 1929
- genre Dryocalamus Günther, 1858
- genre Dryophiops Boulenger, 1896
- genre Eirenis Jan, 1862
- genre Elachistodon Reinhardt, 1863
- genre Elaphe Fitzinger in Wagler, 1833
- genre Euprepiophis Fitzinger, 1843
- genre Ficimia Gray, 1849
- genre Geagras Cope, 1876
- genre Gonyosoma Wagler, 1828
- genre Gyalopion Cope, 1860
- genre Hapsidophrys Fischer, 1856
- genre Hemerophis Schätti & Utiger, 2001
- genre Hemorrhois Boie, 1826
- genre Hierophis Fitzinger, 1843
- genre Lampropeltis Fitzinger, 1843
- genre Leptodrymus Amaral, 1927
- genre Leptophis Bell, 1825
- genre Lepturophis Boulenger, 1900
- genre Liopeltis Fitzinger, 1843
- genre Lycodon Fitzinger, 1826
- genre Lytorhynchus Peters, 1862
- genre Macroprotodon Guichenot, 1850
- genre Mastigodryas Amaral, 1935
- genre Meizodon Fischer, 1856
- genre Muhtarophis Avcı, Ilgaz, Rajabizadeh, Yılmaz, Üzüm, Adriaens, Kumlutaş & Olgun, 2015
- genre Oligodon Fitzinger, 1826
- genre Oocatochus Helfenberger, 2001
- genre Opheodrys Fitzinger, 1843
- genre Oreocryptophis Utiger, Schätti & Helfenberger, 2005
- genre Orientocoluber Kharin, 2011
- genre Orthriophis Utiger, Helfenberger, Schätti, Schmidt, Ruf & Ziswiler, 2002
- genre Oxybelis Wagler, 1830
- genre Pantherophis Fitzinger, 1843
- genre Philothamnus Smith, 1840
- genre Phrynonax Cope, 1862
- genre Phyllorhynchus Stejneger, 1890
- genre Pituophis Holbrook, 1842
- genre Platyceps Blyth, 1860
- genre Pliocercus Cope, 1860
- genre Pseudelaphe Mertens & Rosenberg, 1943
- genre Pseudoficimia Bocourt, 1883
- genre Ptyas Fitzinger, 1843
- genre Rhamnophis Günther, 1862
- genre Rhinobothryum Wagler, 1830
- genre Rhinocheilus Baird & Girard, 1853
- genre Rhynchocalamus Günther, 1864
- genre Salvadora Baird & Girard, 1853
- genre Scaphiophis Peters, 1870
- genre Scolecophis Fitzinger, 1843
- genre Senticolis Campbell & Howell, 1965
- genre Simophis Peters, 1860
- genre Sonora Baird & Girard, 1843
- genre Spalerosophis Jan, 1865
- genre Spilotes Wagler, 1830
- genre Stegonotus Duméril, Bibron & Duméril, 1854
- genre Stenorrhina Duméril, 1853
- genre Stichophanes Wang, Messenger, Zhao & Zhu, 2014
- genre Symphimus Cope, 1869
- genre Sympholis Cope, 1861
- genre Tantilla Baird & Girard, 1853
- genre Tantillita Smith, 1941
- genre Telescopus Wagler, 1830
- genre Thelotornis Smith, 1849
- genre Thrasops Hallowell, 1857
- genre Toxicodryas Hallowell, 1857
- genre Trimorphodon Cope, 1861
- genre Xenelaphis Günther, 1864
- genre Xyelodontophis Broadley & Wallach, 2002
- genre Zamenis Wagler, 1830

Grayiinae Meirte, 1992
- genre Grayia Günther, 1858

Sibynophiinae Dunn, 1928
- genre Scaphiodontophis Taylor & Smith, 1943
- genre Sibynophis Fitzinger, 1843

Incertae sedis
- genre Blythia Theobald, 1868
- genre Cyclocorus Duméril, 1853
- genre Elapoidis Boie, 1827
- genre Gongylosoma Fitzinger, 1843
- genre Helophis de Witte & Laurent, 1942
- genre Myersophis Taylor, 1963
- genre Oreocalamus Boulenger, 1899
- genre Poecilopholis Boulenger, 1903
- genre Rhabdops Boulenger, 1893
- genre Tetralepis Boettger, 1892

## Étymologie
Le nom de cette famille, Colubridae, vient du latin coluber, colubra, désignant les couleuvres (respectivement mâles et femelles) et du suffixe -dae désignant un rang de famille.

## Publication originale
- Oppel, 1811 : Die Ordnungen, Familien und Gattungen der Reptilien, als Prodrom einer Naturgeschichte derselben. J. Lindauer, München (texte intégral)